# Saare (Lääne-Nigula)
Koordinaten: 59° 1′ N, 23° 34′ O
Saare (schwedisch Lyckholm, deutsch Lückholm) ist ein Dorf (estnisch küla) in der Landgemeinde Lääne-Nigula (bis 2017: Landgemeinde Noarootsi) im Kreis Lääne in Estland.

## Einwohnerschaft und Lage

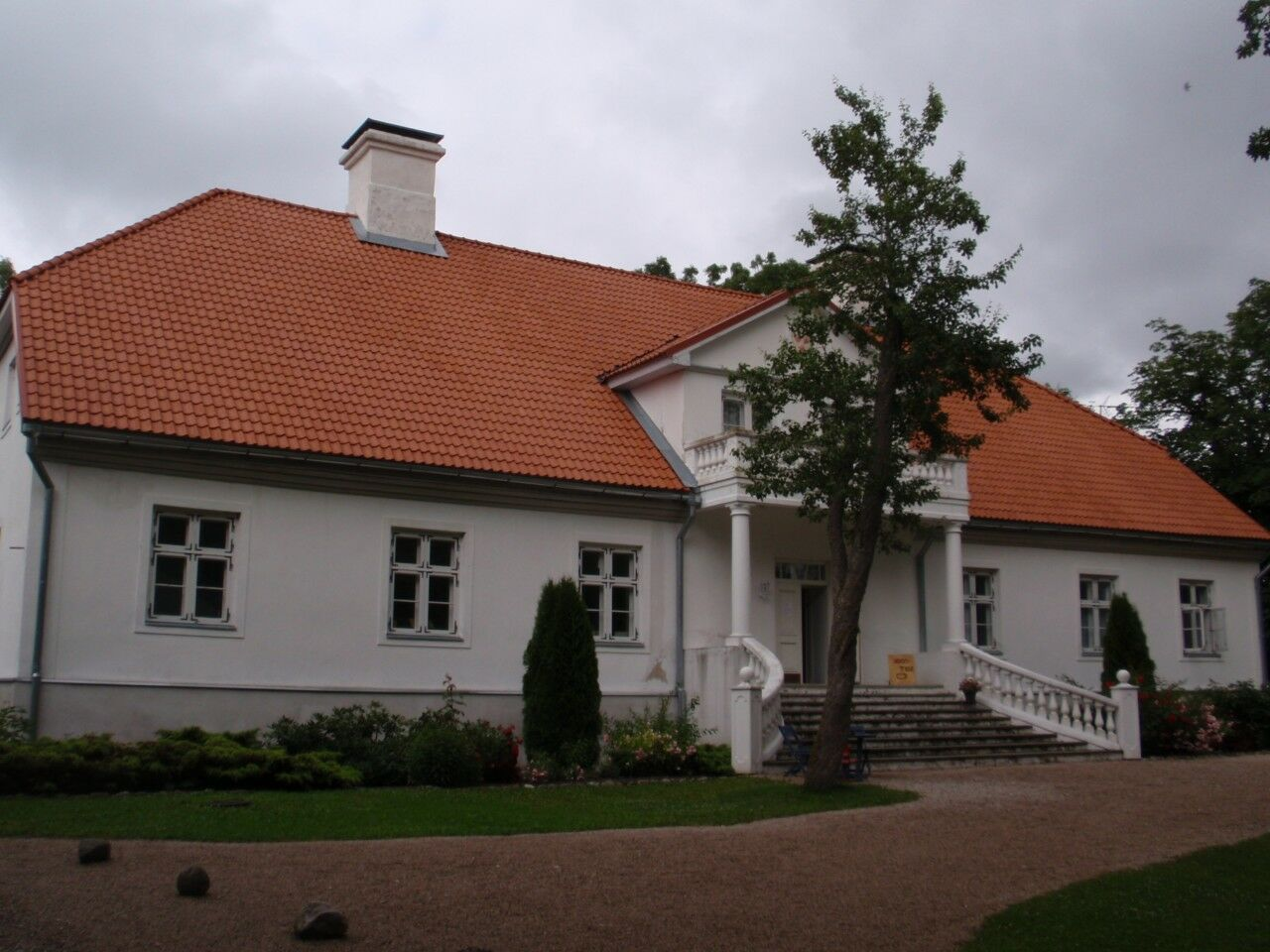
Herrenhaus

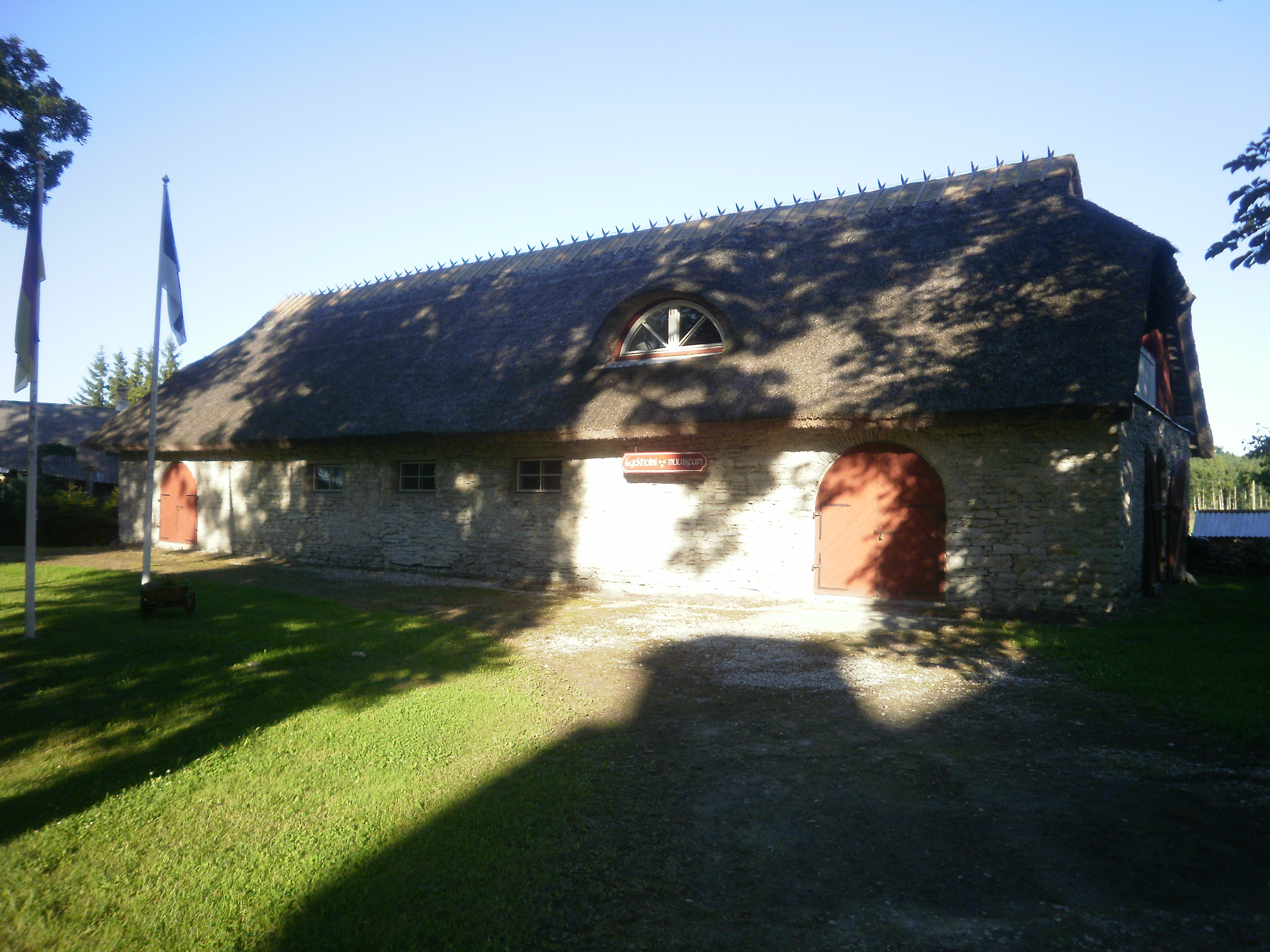
Der ehemalige Pferdestall beherbergt heute ein Museum

Saare liegt neun Kilometer nordöstlich der Landkreishauptstadt Haapsalu. Der Ort östlich von Pürksi hat 24 Einwohner (Stand 31. Dezember 2011). Der Ortsname ist offiziell zweisprachig estnisch und schwedisch, da das Dorf bis 1944 zum traditionellen Siedlungsgebiet der Estlandschweden gehörte.
Der Ort ist Teil des Naturschutzgebiets Silma (Silma looduskaitseala).

## Geschichte
Das Dorf wurde erstmals 1627 urkundlich erwähnt. Der Hof ist ab 1662 nachgewiesen. Der Ort lag ursprünglich auf einer Insel (estnisch saar, schwedisch holm), daher der Name des Ortes. Erst im 19. Jahrhundert wurde die Insel durch Hebung des Landes mit dem Festland, der Halbinsel Noarootsi (Nuckö) verbunden.
Ab 1720 stand das Gut im Eigentum der adligen deutschbaltischen Familie Rosen. Letzter Privateigentümer des großen Guts vor der Enteignung im Zuge der estnischen Landreform 1919 waren Woldemar Baron Rosen und seine Frau Lucie, die Tochter des Arztes Carl Artur Woldemar von Hunnius (1825–1893). Friedrich von Rosen und seine Frau Hedwig betrieben das Restgut noch bis zu ihrer Auswanderung 1939.
Um 1790 entstand das kleine einstöckige Herrenhaus im Stil des frühen Klassizismus. Nach dem Zweiten Weltkrieg verfiel das Gebäude. 1996 kaufte der Deutsche Gustav von Rosen die Ruinen zurück. Er ließ das barocke Herrenhaus seiner Vorfahren 2001 aufwändig renovieren. Heute sind darin die Wohnräume der Familie von Rosen sowie ein Gästehaus untergebracht. Im 1995/96 restaurierten ehemaligen Stall des Guts informiert ein kleines Museum über die Geschichte des Ortes. Im Sommer hat ein Café geöffnet.